# Ягідна (притока Кільчені)
Ягідна (рос. Б. Ягодина; Ягодная) — річка в Україні у Самарівському районі Дніпропетровської області. Ліва притока річки Кільчені (басейн Дніпра).

## Опис
Довжина річки приблизно 5,79 км, найкоротша відстань між витоком і гирлом — 5,63 км, коефіцієнт звивистості річки — 1,03. Формується декількома безіменними струмками та загатами.

## Розташування
Бере початок на південно-західній околиці селища Кільчень. Тече переважно на північний захід і на південній стороні від села Тарасівки впадає в річку Кільчень, праву притоку Самари.

## Цікаві факти
- У XIX столітті неподалік від витоку річки існувало декілька могильних курганів[2].